# A・LA・CARTE
A・LA・CARTE（アラカルト）は、アジアを拠点とした男性音楽アーティストグループ。
2018年に結成した際は、男性4名グループ（オ・ソン、キム・ジョンウク、ユ・サンハ、アン・ソノン）で活動。
2019年になり、アラカルト自体のユニットの構成をショーに合わせたメンバーの変動システムを取り入れた斬新なスタイルで行っている。
韓国では歌手・舞台俳優・モデルとして活動。MOND21所属。日本の活動はJSO TOPS。
海外・日本の曲（主に1980年代を中心とした）名曲をショーで歌い、また、懐かしの良き時代の歌詞・楽曲をもう一度再現できるような新曲にトライしている。

## 出演

### ドラマ
- 2018年 11月～12月 TX「モーニングサテライト」内 ドラマ 「突然ですがピンチです」 韓国編 チェ役 :  ユ  サンハ

### 映画
- 2018年 7月 「熱海のやまぼうし」（熱海国際映画祭 熱海・静岡ロケーション賞受賞作品） 主演 オ ソン  出演  アラカルト[1]
- 2019年３月「熱海のやまぼうし」夕張国際ファンタスティック映画祭　招待作品　主演 オ ソン  出演  アラカルト

### ラジオ
- 2019年 4月-9月  FM 熱海 「A･LA･CARTE WORLD」　レギュラー

### イベント
•2019年 11月　第26回 ASIA文化経済人交流の夕べ  in SEOUL 出演
•2019年 8月 インチョンパラダイスホテル「パラダイスショー」出演
•2019年 8月 池袋東口ゲキパ　LIVE
•2019年 6月 韓国 ラジオガガライブホール オソン　ミニ LIVE
- 2019年 3月 韓国 ラジオガガライブホール LIVE
- 2019年 3月 夕張国際ファンタスティック映画祭 オープニング アクト
- 2018年 12月 Spaceemo 池袋 2018ラストLIVE
- 2018年 12月 ALACARTE HOTEL OPEN 記念ディナーショー
- 2018年 11月 パラダイスシティホテル 石井竜也ディナーショー オープニング アクト
- 2018年 9月 ABBA トリビュートショー ゲスト
- 2018年 9月 スタジオK LIVE
- 2018年 9月 TRASH UP LIVE
- 2018年 8月 熱海ビール祭り ゲスト
- 2018年 8月 渋谷オーブ LIVE
- 2018年 7月 まえばし活きな食とビール祭り ・ 2018年  7月  熱海こがし祭り
- 2017.9-2018.9 熱海「染井旅館」ディナーショー

## 作品

### CD
- 2018年12月1日 「あなたが旅立った日」 KING RECORDS

### タイアップ
- 2018年 映画「ニートニートニート」挿入歌「カンミロウ」